# 스페인-우루과이 관계
스페인-우루과이 관계는 스페인과 우루과이의 현재 및 역사적 관계를 말한다. 두 나라 모두 스페인어 아카데미 협회와 이베로 미주 기구의 회원이다.

## 역사

### 스페인 식민지
1516년 오늘날 우루과이에 도착한 최초의 유럽인은 스페인의 탐험가 후안 디아스 데 솔리스였다. 1526년 탐험가 세바스티안 캐벗은 이 땅을 반다 오리엔탈 델 우루과이라고 이름 붙였으나 그는 이 땅에 정주하기에는 매력이 없다고 생각했기 때문에 정주지를 설립하지 않았다. 1620년대 예수회사와 프란시스코의 선교사들은 반다 오리엔탈에 최초의 전도소를 설립했다. 1600년대 후반까지, 스페인인 정착민이 소의 사육을 위해 반다 오리엔탈에 왔습니다. 1776년 반다 오리엔탈은 정식으로 스페인 제국의 일부가 되어 부에노스아이레스에 본거지를 둔 리오 데 라 플라타의 총독부로부터 통치받았다.

### 독립
1810년, 부에노스아이레스에서 독립 운동이 일어나 반다 오리엔탈에서의 독립 운동에 영향을 주었다. 1811년, 조제 게르바시오 아르티가스 장군은 반다 오리엔탈의 독립운동을 지휘하여 이 지역에서 군대를 일으켜 스페인군과 싸웠다. 1811년 5월 아르티가스 장군은 라스 피에도라 전투로 알려진 스페인군과 싸워 성공을 거두었다. 이후 부에노스아이레스의 지휘관들은 반다 오리엔탈을 리우델라플라타 주이지 독립된 영토는 아닌 것으로 보고 있다. 1820년 부에노스아이레스의 사령관들은 포르투갈군이 반다 오리엔탈을 점령하고 아르티가스를 강제 추방한 때에 묵인하였다.
1825년, 33명의 동양인이 우루과이에 들어가 브라질군과 싸웠다. 1828년 브라질과 아르헨티나 사이에 반다 동양인이 독립국가가 되기 위한 조약이 맺어졌다. 그 후, 그 새로운 나라는 우루과이로 알려지게 되어 있었다.

### 독립 후

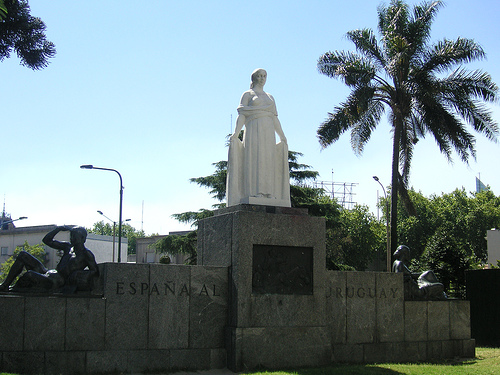
몬테비데오의 스페인 기념비

1870년 7월 19일 스페인과 우루과이는 수교하고 평화우호조약을 체결했다. 국교 수립 후, 수천 명의 스페인인이 우루과이로 이주하였다. 1908년 우루과이 인구의 30% 이상이 스페인에서 태어났다.
스페인 내전 중(1936~1939), 우루과이인 70여명이 국제여단에서 민족주의파와 싸웠다. 1936년, 우루과이의 가브리엘 테라 대통령은 프랑코 정권을 승인했다. 1946년부터 1958년 사이에 3만7000명 이상의 스페인 국민이 우루과이로 이주했다. 대부분의 스페인 이민자는 스페인의 빈곤을 피해 우루과이로 왔다. 그들 중에는 프랑코 독재정권을 피해 온 정치난민도 있었다.
1983년 5월 스페인의 후안 카를로스 1세가 우루과이를 공식 방문했다. 방문 중에 국왕은 우루과이의 시민군독재정권 지도자들과 만나 우루과이의 민주주의로의 이행 가능성에 대하여 의논하였다. 그는 몬테비데오에서 열리고 있는 제16차 이베로 아메리카 정상회의 참석차 1996년 11월 우루과이로 돌아왔으며 2006년 11월 다시 우루과이로 돌아갈 예정이다.
우루과이에 거주하는 67,000 명의 스페인 국민과 스페인에 거주하는 33,000 명의 우루과이 국민으로 구성된 커뮤니티가 있다.

## 양자 관계
오랜 세월에 걸쳐 양국은 중재조약(1922년) 등 다수의 협정에 서명해 왔다. 통상 조약(1957년), 비자 철폐(1961년), 문화 교류 조약(1964년), 관광 협정(1969) 평화 목적 원자력 협정(1979), 투자 보호 협정(1992), 범죄인 인도 조약(1996), 이중 과세 회피 협정(2011), 방위 협력 협정(2015).

## 교통
마드리드와 몬테비데오 사이에는 에어 유로파와 이베리아 항공사의 직항편이 있다.

## 무역
2018년 스페인과 우루과이의 교역액은 2억3200만유로였다. 스페인은 우루과이에 4억7000만달러 상당의 투자를 하고 있다. 우루과이에는 방코 빌바오 비즈카야 아르헨티나, 방코 산탄데르, 맵프레, 자라 등 스페인 다국적 기업들이 진출해 있다.

## 상주 외교 임무
- 스페인은 몬테비데오에 대사관이 있다.[5]
- 우루과이는 마드리드에 대사관이 있고 바르셀로나, 라스 팔마스 데 그란 카나리아, 산티아고 데 콤포 스텔라, 발렌시아에 총영사관이 있다.

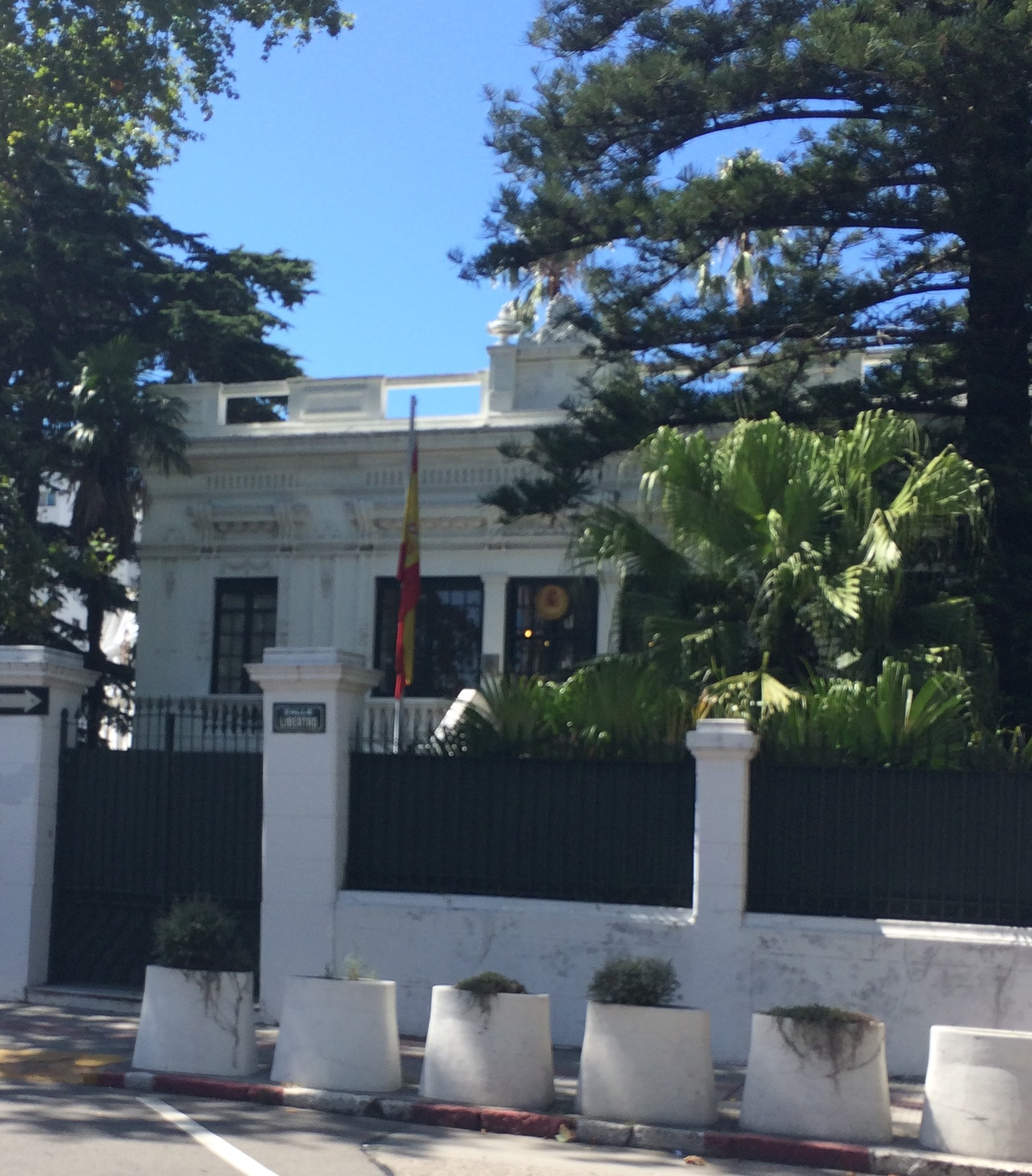
몬테비데오에 있는 스페인 대사관
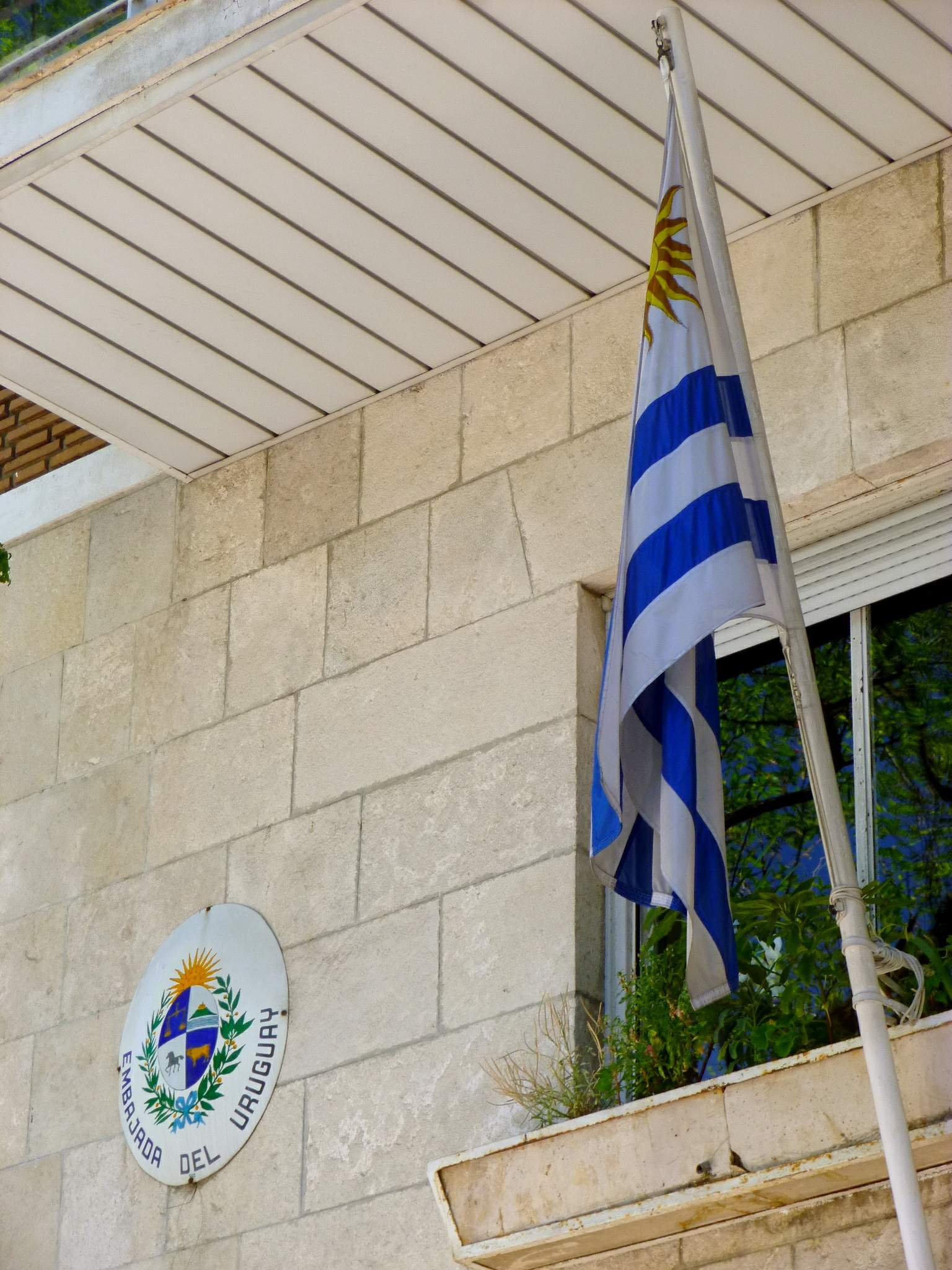
마드리드 우루과이 대사관
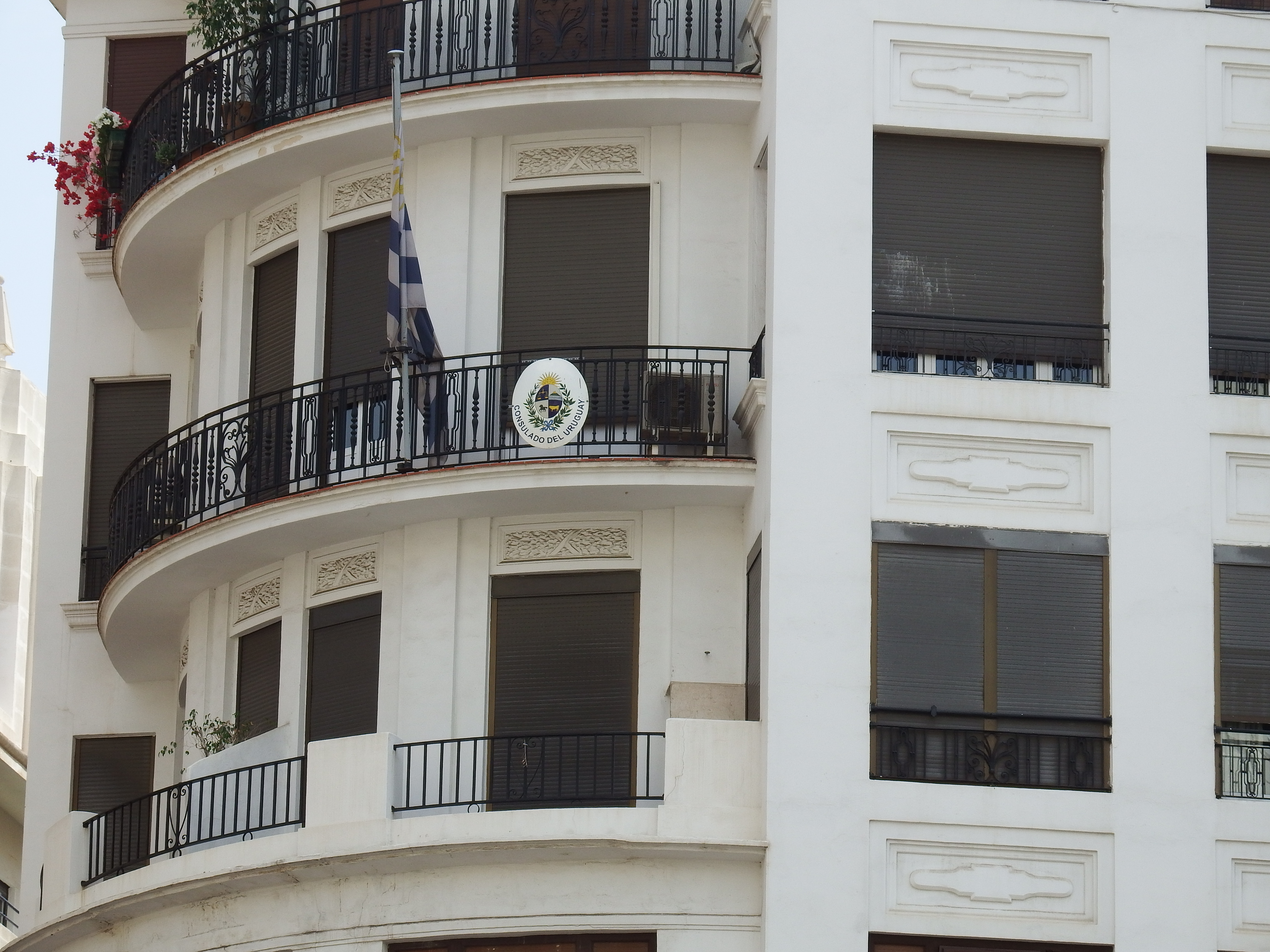
발렌시아 우루과이 총영사관